# راؤول أوليفاريس
راؤول أوليفاريس (بالإسبانية: Raúl Olivares)‏ هو لاعب كرة قدم تشيلي في مركز حراسة المرمى، ولد في 17 أبريل 1988 في سانتياغو في تشيلي. شارك مع منتخب تشيلي تحت 23 سنة لكرة القدم ومنتخب تشيلي لكرة القدم. أما مع النوادي، فقد لعب مع كولو-كولو ولاسيرينا ونادي خورخي ويلسترمان ويونيون إسبانيولا.

## وصلات خارجية
- راؤول أوليفاريس على موقع قاعدة بيانات كرة القدم.إي يو (الإنجليزية)
- راؤول أوليفاريس على موقع Soccerway.com (الإنجليزية)
- راؤول أوليفاريس على موقع AS.com (الإسبانية)